# Not Much Force
Not Much Force è un cortometraggio muto del 1915 diretto da Will Louis.

## Trama
Sarsfield O'Toole è l'unico agente di polizia di una piccola città dove non succede mai niente. Dopo un furto con scasso, però, finalmente si trova a poter seguire un'indagine. Peccato che non riesca a trovare nessun ladro e il comune, che pretende risultati, minaccia di licenziarlo. Per salvare il suo posto di lavoro, Sarsfield fa un arresto, ma il supposto ladro si rivela innocente e lui si ritrova nei guai. Finirà che al suo posto verrà nominata agente sua moglie, la signora O'Toole.

## Produzione
Il film fu prodotto dalla Edison Company. Venne girato negli Edison Studios di New York.

## Distribuzione
Distribuito dalla General Film Company, il film - un cortometraggio in una bobina - uscì nelle sale cinematografiche USA il 4 agosto 1915.